# Anger (Ausztria)
Anger osztrák mezőváros Stájerország Weizi járásában. 2018 januárjában 4098 lakosa volt. 

## Elhelyezkedése

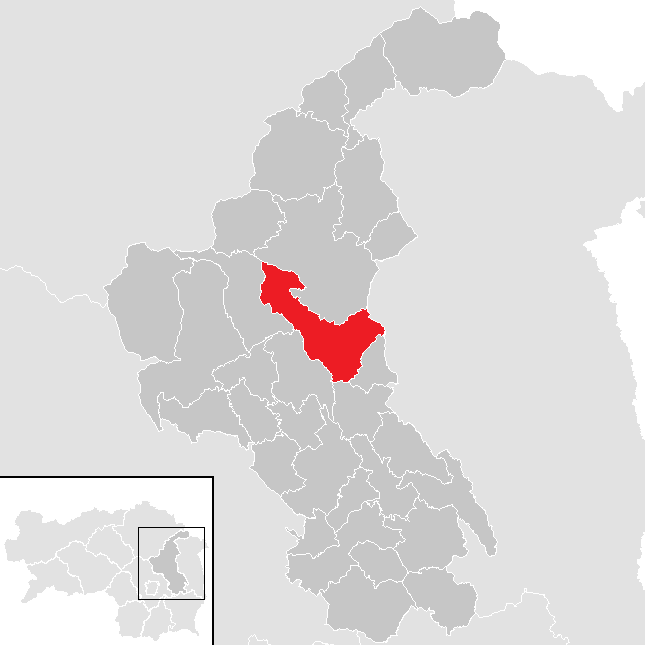
Anger a Weizi járásban

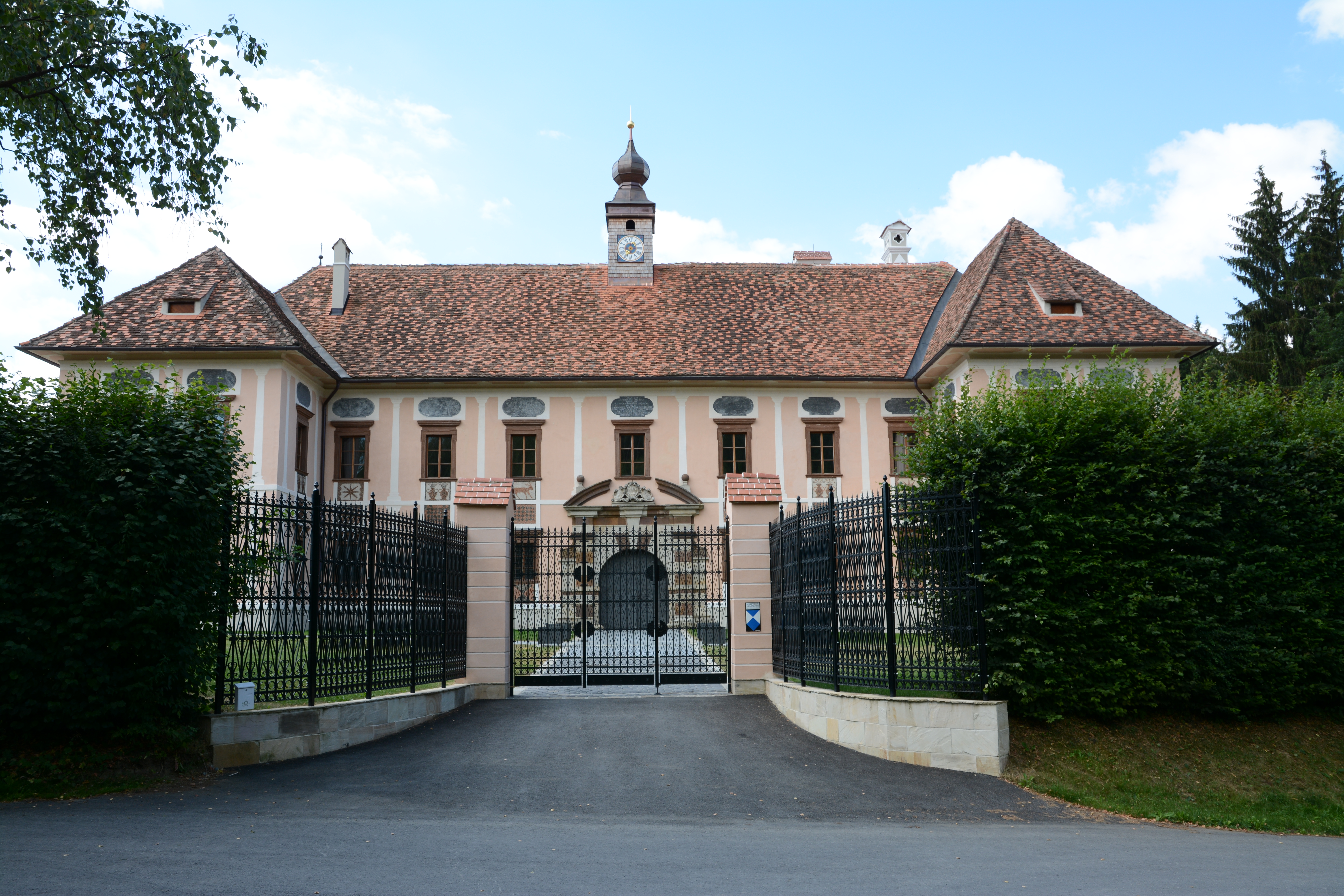
Külml kastélya

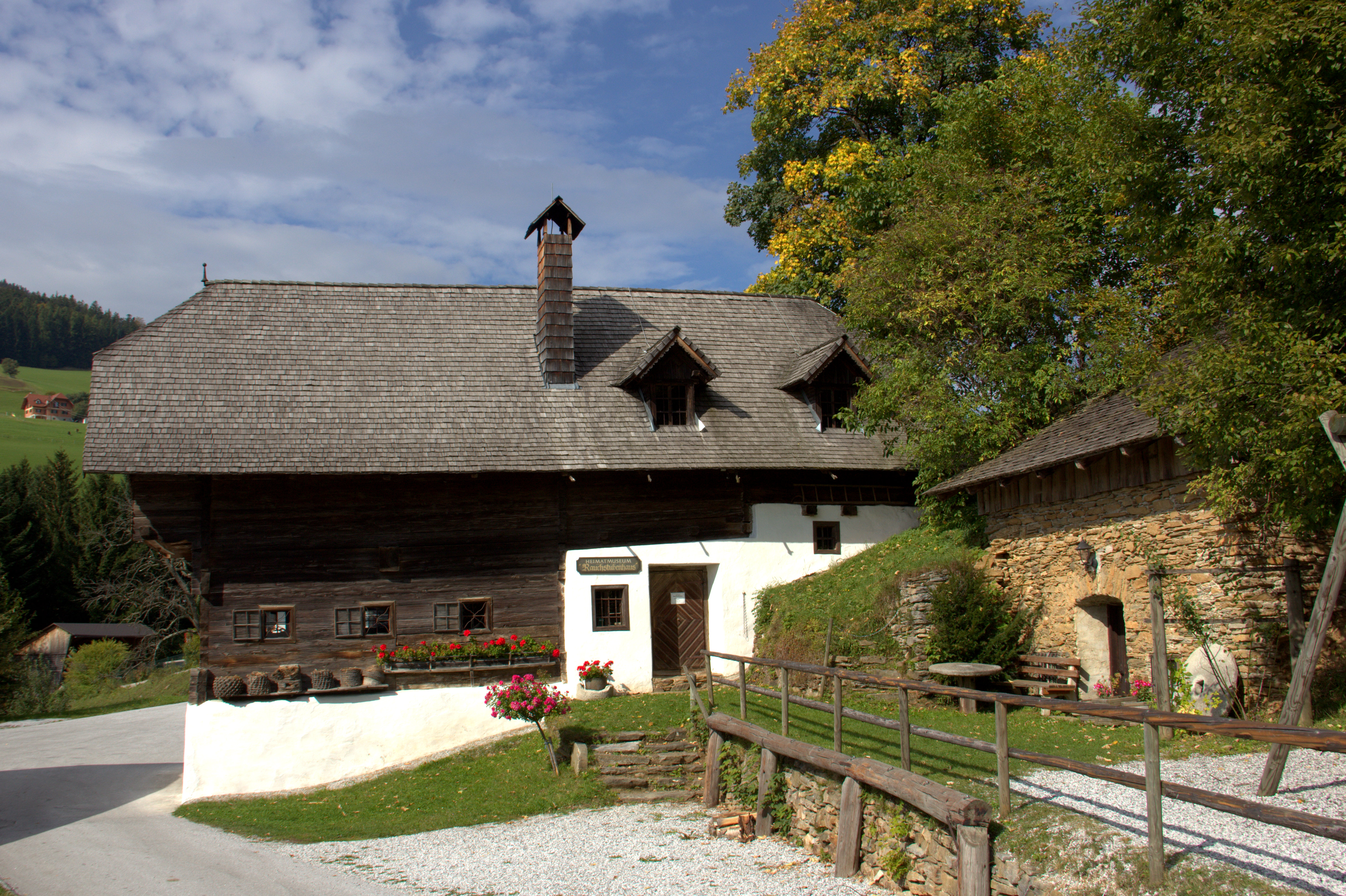
A helytörténeti múzeum

Anger a Grazi-hegyvidék és a Joglland hegysége között fekszik a Feistritz folyó mentén, kb. 40 km-re északkeletre Graztól. Területének nyugati fele az Almenland natúrpark része. Az önkormányzat 8 települést egyesít: Anger (854 lakos 2018-ban), Oberfeistritz (740), Viertelfeistritz (317), Baierdorf-Dorf (239), Baierdorf-Umgebung (903), Fresen (452), Naintsch (487) és Offenegg (106).
A környező önkormányzatok: délkeletre Floing, délre Puch bei Weiz, délnyugatra Thannhausen, északnyugatra Sankt Kathrein am Offenegg, északra Birkfeld, északkeletre Pöllau.

## Története
Anger helye már a római korban, a 2-3. században is lakott volt. A 6. század második felében szlávok települtek be a réigóba, sok helynév, mint pl. a Feistritz folyó szláv eredetű. 
Waxenegg várát (ma már csak rom) először 1217-ben említik, míg Anger mint település először 1364-ben bukkan fel az írott forrásokban. Szt. Andrásnak szentelt temploma 1379-ben plébániatemplomi státuszt kapott, 1389-ben pedig már a települést mezővárosként említik. Második temploma, amelyet a tizennégy segítőszentről neveztek el, még a reformáció előtt megépült. 
1650-ben 18 különböző foglalkozás űzőjét számlálták össze Angerben a cserzővargától a kovácsig. 1663-ban a waxeneggi uradalmat a Webersberg család (később grófok) vásárolták meg és egy évszázadig uralták a környéket. Kihalásuk után Johann Khevenhüller-Metsch vette meg Waxenegget, de a birtokot Thannhausenből igazgatta. 1799-ben Karl August von Brentzenheim herceg, 1806-ban pedig Ferdinand von Gudenus báró szerezte meg a waxeneggi uradalmat. 1848-ban felszámolták a feudális birtokrenszert és megalakult a település önkormányzata. A 19. század végén Anger nyári üdülőhelyként is hírnevet szerzett, sok vendég látogatott ide, különösen Magyarországról. Az egyik üdülő vendége Bartók Béla magyar zeneszerző volt, aki 1921-ben Angerben töltötte a nyarat. 
A 2015-ös stájerországi közigazgatási reform során Baierdorf bei Anger, Feistritz bei Anger és Naintsch községeket Angerhez csatolták.

## Lakosság
Az angeri önkormányzat területén 2018 januárjában 4098 fő élt. A lakosságszám 2001 óta (akkor 4421 fő) csökkenő tendenciát mutat. 2015-ben a helybeliek 96,9%-a volt osztrák állampolgár; a külföldiek közül 0,5% a régi (2004 előtti), 1,4% az új EU-tagállamokból érkezett. 2001-ben a lakosok 95,8%-a római katolikusnak, 1% mohamedánnak, 1,7% pedig felekezeten kívülinek vallotta magát.  

## Látnivalók

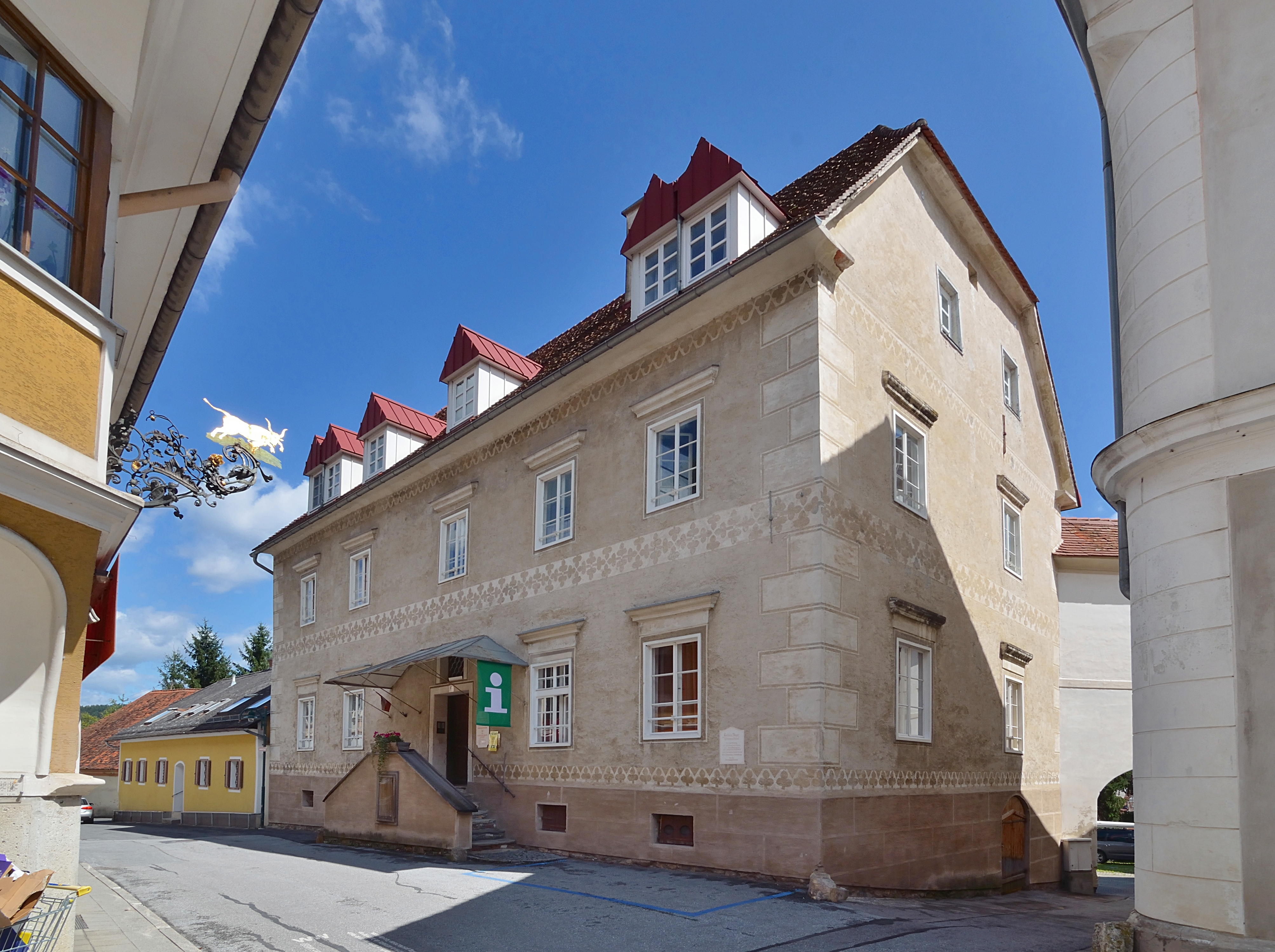
A 16. századi Stainpeißhaus

- Külml kastélya. A helyén álló udvarházat 1650-ben a pöllaui apátság szerezte meg, amely 1700-ra kastéllyá bővítette és az apátok nyári rezidenciájaként szolgált. 1811-től a Gudenus-családé volt, 1954-től a stájerországi gyermekmentőszolgálaté.
- a Szt. András plébániatemplom
- a Tizennégy segítőszent temploma
- a 16. századi Stainpeißhaus
- az 1675-ben emelt Mária-oszlop a főtéren
- a helytörténeti múzeum
- Naintsch Szűz Mária-temploma

## Fordítás
- Ez a szócikk részben vagy egészben  az   Anger (Steiermark) című német Wikipédia-szócikk ezen változatának fordításán alapul.  Az eredeti cikk szerkesztőit annak laptörténete sorolja fel. Ez a jelzés csupán a megfogalmazás eredetét és a szerzői jogokat jelzi, nem szolgál a cikkben szereplő információk forrásmegjelöléseként.